# Федериго IV (III)
Федериго (Федерико) IV (III) (сиц. Fidiricu III (II), итал. Federico III (II) (итал. Federico III di Sicilia); 1 сентября 1341 — 27 января 1377, Мессина) — король Сицилийского королевства (официально король Тринакрии) в 1355—1377 годах из Барселонской (на Сицилии — Арагонской) династии. Третий сын Педро II, короля Сицилии в 1337—1342 годах, и Елизаветы Каринтийской. Наследовал своему бездетному брату Людовику 16 октября 1355 года.

## Правление
Царствование Федериго IV ознаменовалось полным упадком королевской власти на Сицилии. Долгий период недееспособности правящих монархов (душевная болезнь Педро II в 1338—1342 годах, малолетство Людовика в 1342—1354 годах, малолетство самого Федериго IV в 1355—1357 годах), череда сменявших друг друга регентов, гражданская война между баронскими группировками привели к тому, что крупнейшие фамилии Сицилии стали почти независимыми правителями. Федериго III не удалось восстановить свою власть в том объеме, которым пользовался его прославленный дед Федериго III (II).
Ситуация осложнялась тем, что в Сицилии открыто существовала партия знати (так называемые filoangioini), считавшая необходимым исполнить Кальтабеллотский договор 1302 года и вернуть Анжуйской династии власть над островом. Эту партию возглавляла семья Кьярамонте, обладавшая значительными фьефами по обе стороны Мессинского пролива. В 1360 году, при поддержке Кьярамонте, в Мессине высадилась неаполитанская армия короля Людовика Таренского, мужа и соправителя Джованны I. Федериго III бежал в Катанию и был осажден там неаполитанцами. Но неаполитанская армия была разбита наемниками—каталонцами, после чего Джованна I и её муж покинули остров.
Последовавшая долгая война закончилась подписанием мирного договора в Аверсе 31 марта 1373 года. В соответствии с этим договором Федериго IV (III) признал себя вассалом папы и Джованны I, но сохранил за собой официальный титул короля Тринакрии и пожизненную власть над островом. Как и предыдущий договор (Кальтабеллотта, 1302), это соглашение так и не было выполнено полностью, и преемники Федериго IV (III) после его смерти отказались передать власть над Сицилией Джованне I. Благодаря этому договору, Федериго IV (III) примирился с папой и добился снятия отлучения, тяготевшего над его династией с 1321 года.
Федериго IV (III) также первым из сицилийских монархов принял титул герцога Афин и Неопатрии (до этого этот титул носили младшие члены Барселонской династии).
Федериго IV (III) дважды вступал в недолговечные брачные союзы: 11 апреля 1361 году — с Констанцией Арагонской (1340 — 2 (или 18) июля 1363), дочерью арагонского короля Педро IV Церемонного; 17 января 1372 года — с Антонией дель Бальцо (1355 — 23 января 1374). Единственным его законным ребенком была дочь Мария (1363 — 25 мая 1401), королева Сицилии с 1377 года.